# Вачиравуд
Вачиравуд, он же Рама VI (тайск. พระบาทสมเด็จพระมงกุฎเกล้าเจ้าอยู่หัว; 1 января 1881 — 25 ноября 1925) — шестой король Раттанакосина с 1910 по 1925. Из династии Чакри.

## Образование
Принц Вачиравуд родился 1 января 1881 года в семье короля Чулалонгкорна и одной из его четырех жен королев — королевы Саовабхи. В 1888 году, достигнув совершеннолетия, Вачиравуд получил титул Кром Кхун Тхеп Дваравати (Принц Аютии).
Принц Вачиравуд впервые получил образование в королевском дворце, где преподавание велось на тайском и английском языках. В январе 1895 года его сводный брат, наследный принц Маха Вачирунхис, умер, а потому Вачиравуд был провозглашен новым наследным принцем Сиама. Он продолжил образование в Великобритании, в Королевском военном училище (Сандхерст) в 1898 году, а после его окончания на короткое время был зачислен в Легкую пехоту Дарема. Он изучал право и историю в Крайст-Черч (Оксфорд) в 1899 году, где он был членом эксклюзивного Буллингдонского клуба. Однако он страдал от аппендицита, лечение которого помешало ему окончить учебу в 1901 году. Пока Вачиравуд жил в Англии, он посетил другие европейские страны, включая Германию (май 1902 г.) и Данию (сентябрь 1902 г.).
Вачиравуд присутствовал на церемонии возведения на престол короля Испании Альфонсо XIII 15 мая 1902 года в Мадриде. От имени своего отца, короля Чулалонгкорна, Вачиравуд присутствовал также на коронации английского короля Эдуарда VII 9 августа 1902 г.
Король Чулалонгкорн умер 23 октября 1910 года, и Вачиравуд стал новым королем Сиама.

## Воцарение и ранние реформы
Еще до своей коронации Вачиравуд инициировал несколько реформ. Он организовал оборону Сиама и основал военные академии. Вачиравуд, впервые в истории Сиама создал звание «генерал»: его дядя, принц Бханурангси Савангвонгсе стал первым сиамским фельдмаршалом. 11 ноября 1910 года Вачиравуд прошел предварительную церемонию коронации, а другая, более пышная, была запланирована после завершения погребальных обрядов его отца.
Первыми шагами Вачиравуда после восшествия на престол было строительство Королевского пажеского колледжа, впоследствии переименованного королем Прачадипоком в «колледж Вачиравуда» в честь своего брата. Он был построен как школа-интернат только для мальчиков в той же традиции, что и английские государственные школы, такие как Итонский колледж и школа Хэрроу. Школа была построена на месте королевского монастыря, поскольку король Вачиравуд считал, что в Бангкоке было слишком много храмов. В своем письме король Вачиравуд написал, что «в Королевском колледже пажей я хочу не столько выпускать способных мальчиков, сколько блестящих ученых того же уровня с тысячами баллов каждый… чтобы оттуда вышли умелые образцовые молодые люди — люди, которые будут физически и морально чисты и которые будут с нетерпением ждать возможности взять на себя любое бремя, которое будущее нашего государства может возложить на них».
Позже Вачиравуд также превратил школу государственных служащих в «академию государственных служащих Чулалонгкорна», затем — в Университет Чулалонгкорна. И колледж Вачиравуда, и университет Чулалонгкорна по-прежнему пользуются теми средствами, которые король Вачиравуд выделил для использования этим двум элитным учреждениям. Он также улучшил сиамские системы здравоохранения и основал некоторые из первых государственных больниц в Сиаме, больницу Ваджира в 1912 году и больницу Чулалонгкорна в 1914 году.
В 1911 году Вачиравуд основал Корпус Дикие тигры, военизированный корпус, выходящий за рамки установленной военной иерархии. Первоначально корпус был церемониальной гвардией, но за первый год она превратилась в военную силу численностью 4000 человек, отнимая у короля много времени и энергии. Это стало источником глубокого недовольства между армией и королем. Было также создано отделение бойскаутов для детей, известное как (ลูกเสือ, Тигрята).
28 ноября 1911 года состоялась вторая и официальная коронация Вачиравуда, на которой присутствовали члены королевских семей из Европы (Великобритания, Российская империя, Греция и т. д.) и Японии. На праздничные мероприятия, которое длилось 13 дней, было израсходовано 8 % национального бюджета. В том же году первый самолет совершил полет в Сиам.
В первые годы правления Вачиравуда в политике страны в значительной степени доминировали два его дяди, принц Дамронг Ратчанубаб и принц Девавонгсе Варопракар, которые являлись правой рукой короля Чулалонгкорна. Однако король Вачиравуд был не согласен с принцем Дамронгом, в то время бывшим министром внутренних дел, по поводу переговоров последнего по англо-сиамскому договору 1909 года, по которому Британской империи было передано четыре султаната.
Вачиравуд реформировал систему административного деления: каждым регионом управлял Упараджа (наместник), непосредственно подчиненный королю. Упараджа сосредоточил местные административные полномочия в своих руках.

### Попытка переворота (1912 г.)
Радикалы ожидали принятия новой конституции после коронации Вачиравуда. Однако конституции не последовало. В октябре 1911 года Учанское восстание, которая в конечном итоге привело к падению династии Цин, побудило сиамских радикалов к действиям. Итак, впервые в Сиаме была предпринята попытка свергнуть монархию и установить демократию.
Однако непосредственная причина восстания возникла еще до коронации Вачиравуда. В 1909 году наследный принц Вачиравуд приказал наказать палкой студента Королевской военной академии. Выпускников академии еще больше спровоцировало создание Вачиравуда «Корпуса Дикие тигры», который армия рассматривала как угрозу своим прерогативам.
Заговорщиками выступили относительно молодые офицеры армии и флота, студенты (участники инцидента 1909 года).
Переворот был запланирован на 1 апреля — традиционный сиамский Новый год. Они планировали поставить одного из братьев Вачиравуда, принца Рапхи Пхаттанасака на должность первого президента Сиама. Они считали, что если абсолютная монархия будет устранена, Сиам достигнет модернизации, как Япония при императоре Тайсё.
Лидеры переворота обвинили короля в том, что он тратит свое время на сочинение театральных постановок и участие в них со своими товарищами. Они также обвинили короля в ведении роскошной жизни в западном стиле, построении дворца Санам Чандра и парка Люмпини, владении дорогими лошадьми из Австралии, в то время как своим подданным Вачиравуд проповедовал аскетизм и национализм.
Однако, о плане государственного переворота стало известно властям. Участник восстания, капитан Ют Конгю рассказал о планируемом перевороте принцу Чакрабону. Принц Чакрабон арестовал всех заговорщиков. Их приговоры были суровыми, от казни до длительных тюремных заключений. Однако король Вачиравуд отменил наказания и освободил заговорщиков, заявив, что то, что они сделали, было ради блага королевства.
Попытка военного переворота 1912 г. и выдвижение заговорщиками лозунга установления в Сиаме республиканского правления, вынудило правящие круги приступить к проведению реформ, с целью формулирования принципов абсолютной монархии, которые можно было бы противопоставить республиканским принципам.

### Миграционная политика
Из-за роста в стране числа китайских иммигрантов сиамское правительство было вынуждено ввести ограничительные меры. Так, для урегулирования данного вопроса при короле Раме VI был принят Законе об иммиграции.
В 1910 году король Рама VI изменил свой подход к националистической политике, в то время как антикитайские настроения в стране усилились. В 1911 году был принят Закон № 130 о натурализации, по которому сиамское гражданство предоставлялось тем иностранцам, которые выполнили указанные в законе условия. Закон о гражданстве 1913 года предусматривал, что любой ребенок, рожденный от тайского родителя в Сиаме или за границей, является гражданином Таиланда в соответствии с законодательством Таиланда. Все, кто родился в Сиаме, независимо от происхождения, считались тайцами. Это привело к контролируемому подходу к иммиграции, который был в основном ориентирован на мигрирующих китайцев и был введен из-за массовых опасений, что китайская иммиграция создаст угрозу коренному населению. В 1914 году иммиграция из Китая была установлена на уровне 10 000 человек в год.

## Литературная деятельность

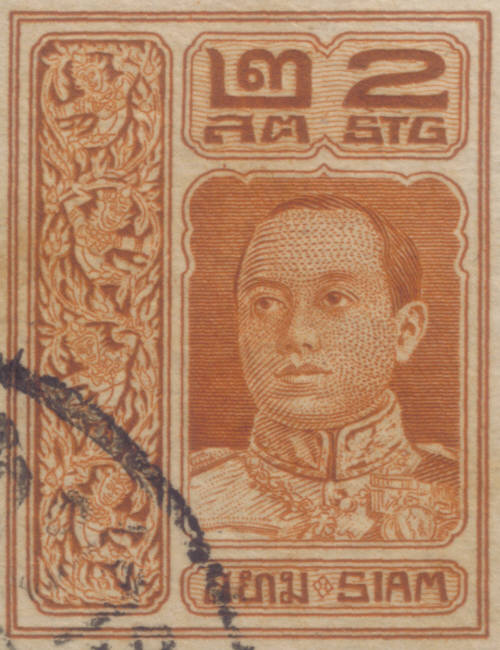
Портрет Вачиравуда на почтовой марке

Вачиравуд был плодовитым писателем и поэтом. От лица сиамского студента, вернувшегося из Европы, он сочинил эпистолярную серию клайбанов. От разочарования в действительности героя избавляет любовь к сиамской девушке, получившей европейское воспитание.
Большой цикл «песен гребцов» (хе-рыа) в значительной степени зависим от аналогичных стихов поэма Тамматибета (XVIII век). Нират «Малететай» написан по мотивам джатаки о Самуттакоте. В 1914—1920 годах по его инициативе была опубликована большая антология словесности Таиланда (около 40 томов).
Особенно велик вклад Вачиравуда в драматургию — им написано более 100 пьес в самых различных жанрах. Для классического театра кон (кхон) он написал пьесы «Похищение Ситы» и «Сожжение Ланки», основываясь на тексте «Рамаяны» Вальмики. Ему принадлежат стихотворные адаптации драмы Калидасы «Шакунтала», комедии Мольера «Лекарь поневоле» и пьес Шекспира «Отелло» и «Венецианский купец». Комедии (причем прозаические) сочинялись Вачиравудом впервые в истории тайской драматургии. Близка к политической сатире пьеса «Захват власти», где изображается борьба двух соперничающих парламентских партий, которая едко высмеивается автором. Комедия «Встреча короля» изображает события в провинциальном сиамском городке, среди жителей которого распространился ложный слух о приезде монарха.
Историческая драма «Пхра Руанг» на сюжет из древнейшей полулегендарной истории Таиланда была написана в двух вариантах — для традиционного театра лаконрам (исполнение чтецом с группой мимов) и для нового, созданного королём жанра лаконпут («разговорный театр», пьеса, построенная на диалогах). В ней описывалось создание первого тайского государства в упорной борьбе с кхмерами.
В драме «Сердца воина» автор описывает нападение на Сиам вымышленного противника, яркими красками изображает жестокости войны и призывает молодежь вступать в состав военизированной организации «Дикие тигры».

## Семья
Сведения о личной жизни короля противоречивы. Некоторые авторы характеризуют его как «неуверенного гомосексуала», хотя обоснованность такой оценки спорна. Вачиравуд женился несколько раз, причём, несмотря на то, что в 1921 году в стране была отменена полигамия, монарх вступал в брак до расторжения предыдущего, и фактически в период 1921—1925 гг. находился в официальном браке сразу с несколькими женщинами.
Часто встречается ошибочное утверждение, что король не оставил потомства, что не соответствует действительности. Единственная дочь Вачиравуда, принцесса Петчарат Ратшасуда родилась 24 ноября 1925 года, за 2 часа до смерти отца. Её матерью была королевская наложница Круэкае Абхайвонгсе, дальняя родственница короля Камбоджи Нородома I, позже известная как принцесса Сувандхана (en). Умирающий король успел только один раз увидеть новорождённую, имя принцессе дал уже его брат и преемник Прачадипок.